# World Animal Protection
Die World Animal Protection (früher World Society for the Protection of Animals – WSPA) ist eine international arbeitende Tierschutzorganisation, die seit 1981 aktiv ist. Die Wohltätigkeitsorganisation beschreibt ihre Vision wie folgt: Eine Welt, in der das Wohl der Tiere wichtig ist und Grausamkeit gegenüber Tieren ein Ende gefunden hat.
Die Organisation hat Regionalbüros in Afrika, Asien, Europa, Latein- und Nordamerika sowie 15 Länderbüros. Der internationale Hauptsitz befindet sich in London.

## Geschichte
Die Organisation war früher bekannt unter dem Namen „World Society for the Protection of Animals“ (WSPA). Dies resultierte aus dem Zusammenschluss von zwei Tierschutzorganisationen im Jahr 1981; der World Federation for the Protection of Animals (WFPA, 1953 gegründet) und der International Society for the Protection of Animals (ISPA, 1959 gegründet). Im Juni 2014 benannte sich die Organisation um in „World Animal Protection“.

## Kampagnen

### Tiere in der Wildnis
1985 lancierte die WSPA eine Kampagne für ein Stierkampf-Verbot in französischen und spanischen Städten.
In den 1990er Jahren trug die Organisation zum Verbot des Bärentanzes in Griechenland, der Türkei und Indien bei. In Indien finanzierte die Organisation ein Schutzgebiet für Bären, die zuvor noch gehandelt wurden.
Nach einer Investigativrecherche der BBC im September 2013 startete die Organisation eine Kampagne gegen den Handel mit Kopi-Luwak-Kaffee. Seitdem haben verschiedene Händler den Verkauf dieses Kaffees beendet.
In Asien gibt es darüber hinaus eine Kampagne für das Ende der Bärengalle-Industrie. In Pakistan sollen durch Gesetzesänderung die Bärenkämpfe enden und ehemalige Bärenbesitzer alternative Existenzgrundlagen erhalten. Gerettete Bären finden Zuflucht in einem Schutzgebiet.
Auch für das 2005 mit ihrer Unterstützung errichtete, rumänische Bärenreservat Zărnești trägt die WSPA den Hauptteil der Ausgaben.

### Tiere in Lebensgemeinschaften mit Menschen
Die Organisation setzt sich für das Ende von Tötungsaktionen an streunenden Hunden ein. In vielen Ländern werden diese im Kampf gegen Tollwut ausgeübt.
Die Organisation betont, dass nur Impfmaßnahmen effektiv gegen Tollwut helfen können und arbeitet gemeinsam mit Regierungen daran, Impfprogramme zu initiieren. Im Jahr 2012 begann in Zusammenarbeit mit der chinesischen Tiergesundheitsbehörde ein Massenimpfprogramm in den chinesischen Provinzen Shaanxi, Guizhou und Anhui. Seit Juni 2014 wurden 750 Tierärzte ausgebildet und mehr als 90.000 Hunde geimpft. Massenimpfprogramme wurde außerdem in Bali, den Philippinen, Bangladesch, Kenia, Sansibar, Kathmandu und Nepal durchgeführt.
Ein zweiter Arbeitsschwerpunkt ist das Populationsmanagement von streunenden Hunden. Dieses wird mittels bewährter Methoden wie Bildung, verbesserter Gesetzgebung, Registrierung und Hundeidentifikation, Sterilisation und Empfängnisverhütung, Tierheimen und Vermittlungseinrichtungen durchgeführt. Die Organisation hilft Regierungen bei der Entwicklung von entsprechenden Programmen, Kontrollen und Auswertungen basierend auf einem Modell, beschrieben in „Humane Dog Population Management Guidance“. Dieses Dokument vom November 2007 wurde von der Koalition „The International Companion Animal Management Coalition (ICAM Coalition)“ entwickelt. World Animal Protection ist Mitglied der ICAM-Koalition.
Tiermedizinische Leistungen, wie zum Beispiel mobile Tierkliniken für Katzen und Hunde, aber auch für Tierbesitzer, die sich die Versorgung ihrer Tiere nicht leisten können, sind häufig Bestandteil dieser Hilfsprogramme. Die Tiere werden sterilisiert, geimpft und bei Bedarf auch anderweitig medizinisch versorgt. Derartige Programme finden sich in Sri Lanka, Sansibar, Kolumbien, Brasilien, Costa Rica, Sierra Leone und Bali.
Ein weiterer Schwerpunkt ist die Hilfe für Arbeitstiere (Pferde, Esel und Maultiere) im Westjordanland, wo durch mobile Tierkliniken zunehmend Vernachlässigung und Quälerei festgestellt werden. Dazu die Partnerorganisation „Palestine Wildlife Society“: „In jeder Gemeinde schulen wir Menschen, die ihr Wissen über Pferdepflege an andere Menschen weitergeben. Sie nehmen an Workshops teil und besuchen Gemeinden, in denen unsere Schulungen bereits erfolgreich sind. Dann teilen sie, was sie gelernt haben. Wenn sich die Botschaft verbreitet, ändert sich auch das Verhalten und das Tierwohl verbessert sich. Und weil es den Tieren besser geht, verbessert sich auch der Lebensstandard ihrer Besitzer.“

### Tiere in Katastrophen
Die Organisation hat zwei Katastrophenhilfeteams in Asien und Lateinamerika. Diese reisen nach einer Katastrophe in die am schlimmsten betroffenen Gebiete, um Tiernothilfe zu leisten, Tiernahrung zu verteilen und – wo möglich – Tiere wieder mit ihren Besitzern zusammenzuführen. Diese Arbeit ist besonders in Entwicklungsländern von Bedeutung, in denen die Menschen und Gemeinden in Bezug auf Ernährung, Transport und Einkommen von ihren Tieren abhängig sind. Die Organisation arbeitet auch mit Regierungen und lokalen Tierschutzvereinigungen in Risikogebieten zusammen, um dort nationale Frühwarnsysteme zu entwickeln. Außerdem bildet sie die Gemeinden darin aus, ihre Tiere im Falle einer Katastrophe zu schützen.
Im Rahmen der BBC-Dokumentation „Vets in the Disaster Zone“ wurde die Katastrophenhilfsarbeit der Organisation auf den Philippinen nach dem Taifun Haiyan im November 2013 gefilmt und auf BBC Two am 28. April 2014 ausgestrahlt.

### Nutztierhaltung
World Animal Protection arbeitet mit Regierungen, der Lebensmittelindustrie und Landwirten zusammen, um das Wohlbefinden der Tiere in der Landwirtschaft zu verbessern. Verbraucher werden dazu ermutigt, Lebensmittel aus tierfreundlichen Produktionssystemen zu kaufen. 
Im Jahr 2013 schloss sich World Animal Protection gemeinsam mit Compassion in World Farming zusammen, um Unternehmensmaßstäbe für das Wohlbefinden von Nutztieren (business benchmark on farm animal welfare (BBFAW)) zu entwickeln. Die Zeitung The Guardian berichtete, dass seit Veröffentlichung der Unternehmensmaßstäbe 10 Prozent mehr Unternehmen Richtlinien für das Wohlbefinden von Nutztieren veröffentlicht haben.

## Globaler Tierschutz
Die Organisation setzt sich im Rahmen einer Kampagne für eine Allgemeine Tierschutzerklärung (Universal Declaration on Animal Welfare) ein. Im Jahr 2013 erreichte die Organisation durch Lobbyarbeit, dass die Vereinten Nationen in zwei Resolutionen der Generalversammlung zu Landwirtschaft und Katastrophenrisikoreduktion den Tierschutz aufnahmen.